# Как завоёвывать друзей и оказывать влияние на людей
«Как завоёвывать друзей и оказывать влияние на людей» (англ. How to Win Friends and Influence People) — наиболее известная книга Дейла Карнеги, вышедшая 12 ноября 1936 года в издательстве Simon and Schuster и изданная на многих языках мира.
Книга представляет собой собрание практических советов и жизненных историй. Карнеги обширно пользуется цитатами известных успешных людей и использует в качестве примеров опыт своих учеников, друзей и знакомых. Менее чем за год было продано более миллиона экземпляров книги (еще при жизни автора только в США было продано более 5 млн экземпляров). На протяжении десяти лет книга числилась в списках бестселлеров газеты «The New York Times», что до сих пор является абсолютным рекордом.

## Основные советы книги

### Способы располагать людей к себе
- Проявляйте живой и искренний интерес к другим людям;
- Улыбайтесь, это очень простой способ произвести выгодное для вас первое впечатление;
- Обращайтесь к людям по имени;
- Будьте хорошим слушателем, поощряйте своего собеседника на разговор о себе самом;
- Внушайте людям сознание собственной значимости;
- Говорите на темы, которые интересуют вашего собеседника.

### Способы склонять людей к своей точке зрения
- Единственный способ выиграть спор — это уклониться от него. Споря, вы не можете выиграть.
- Проявляйте уважение к мнению других, никогда не говорите человеку, что он неправ.
- Если вы неправы, признайте это сразу и чистосердечно.
- Сразу покажите человеку ваше доброжелательное отношение.
- Пусть ваш собеседник с самого начала будет вынужден отвечать вам «да».
- Старайтесь, чтобы ваш собеседник говорил больше, чем вы.
- Пусть ваш собеседник почувствует, что идея принадлежит ему; это поможет вам добиться сотрудничества.
- Попытайтесь принять точку зрения оппонента.
- Проявляйте сочувствие к мыслям и желаниям других людей.
- Взывайте к благородным побуждениям.
- Попробуйте бросить вызов, когда ничего не действует.

### Способы изменить человека, не нанеся ему обиды
- Если вы должны указать человеку его ошибку, начните с похвалы и признания достоинств человека;
- Обращая внимание людей на их ошибки, делайте это в косвенной форме;
- Прежде чем критиковать другого, расскажите о своих собственных ошибках;
- Задавайте вопросы вместо того, чтобы отдавать приказы;
- Давайте человеку возможность сохранить своё лицо;
- Искренне и щедро хвалите человека за любой успех;
- Создайте человеку доброе имя, чтобы он стал жить, сохраняя его;
- Поощряйте человека;
- Дайте ему понять, что недостатки легко исправить, а предстоящее дело интересно и легко выполнимо;
- Делайте так, чтобы ваши поручения было приятно выполнять.

### Способы сделать вашу семейную жизнь счастливее
- ни в коем случае не придирайтесь;
- не критикуйте;
- будьте искренне признательны;
- проявляйте чуточку внимания;
- будьте вежливы;
- прочитайте хорошую книгу о сексуальной стороне брака.